# Wehazit Kidane
Pour les articles homonymes, voir Kidane.
Wehazit Kidane, née le 8 janvier 1992, est une cycliste érythréenne,,. Elle a notamment été championne d'Érythrée de la course en ligne et du contre-la-montre, en 2013 et 2014.

## Palmarès
- 2013
  -  Championne d'Afrique du contre-la-montre par équipes (avec Tsehainesh Fitsum, Yorsalem Ghebru et Senayt Mengsteab)
  -  Championne d'Érythrée sur route
  -  Championne d'Érythrée de la course du contre-la-montre
  -  Médaillée d'argent du championnat d'Afrique du contre-la-montre[4]
  -  Médaillée de bronze du championnat d'Afrique sur route
- 2014
  -  Championne d'Érythrée de la course en ligne
  -  Championne d'Érythrée de la course du contre-la-montre
- 2015
  -  Médaillée d'argent du contre-la-montre aux Jeux africains[5]
  -  Médaillée de bronze du championnat d'Afrique du contre-la-montre par équipes
- 2016
  -  Médaillée de bronze du championnat d'Afrique du contre-la-montre par équipes
- 2017
  -  Championne d'Afrique du contre-la-montre par équipes (avec Mossana Debesay, Bisrat Ghebremeskel et Wegaheta Gebrihiwt)
  - 3e du championnat d'Érythrée du contre-la-montre
- 2018
  -  Médaillée d'argent du championnat d'Afrique du contre-la-montre par équipes